# Callipallene vexator
Callipallene vexator là một loài nhện biển trong họ Callipallenidae. Loài này thuộc chi Callipallene. Callipallene vexator được miêu tả khoa học năm 1956 bởi Stock.